# Comostolopsis regina
Comostolopsis regina là một loài bướm đêm trong họ Geometridae.